# سياتيستا
سياتيستا (Σιάτιστα) هي مدينة في كوزاني في مقاطعة فوريا إلادا في اليونان.